# Pteroglossus viridis
Pteroglossus viridis là một loài chim trong họ Ramphastidae.